# Avenida Garden-Spasskaya
Avenida Garden-Spasskaya é uma avenida, parte do "Anel de Jardins", indo da Avenida Bolshaya Spasskaya ao Largo do Portal Vermelho em Moscou.